# 방글라데시의 주

방글라데시의 주

방글라데시는 8개 주로 구성되어 있으며 주의 명칭은 각 주의 주도 이름을 따서 붙여졌다. 방글라데시에서 주 다음에 해당하는 행정 구역은 구이며 방글라데시에는 64개 구가 있다. (괄호 안에 있는 내용은 주도)
- 바리살주 (바리살)
- 치타공주 (치타공)
- 다카주 (다카)
- 쿨나주 (쿨나)
- 마이멘싱주 (마이멘싱)
- 라지샤히주 (라지샤히)
- 랑푸르주 (랑푸르)
- 실렛주 (실렛)

## 같이 보기
- 방글라데시의 구